# USS Fitzgerald (DDG-62)
El USS Fitzgerald (DDG-62) es un destructor de la clase Arleigh Burke de la Armada de los Estados Unidos.

## Nombre
Su nombre USS Fitzgerald honra al teniente William C. Fitzgerald, caído en acción en 1967 durante la guerra de Vietnam.

## Construcción
Fue construido en el Bath Iron Works (Maine). Inició con la puesta de quilla el 9 de febrero de 1993. El casco fue botado 29 de enero de 1994. Fue asignado el 14 de octubre de 1995.

## Historial de servicio

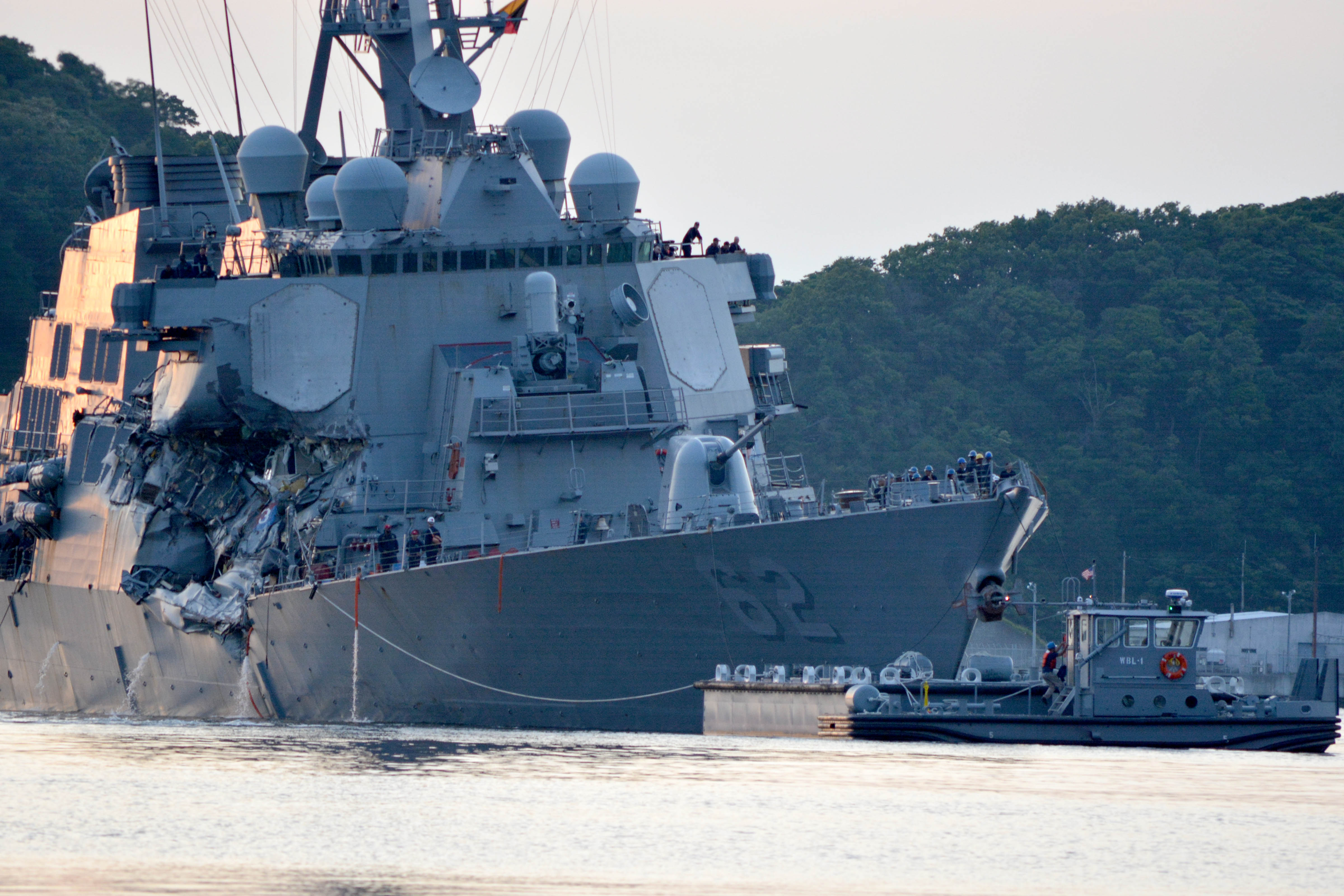
Vista de los desperfectos en el USS Fitzgerald (DDG-62) tras colisionar accidentalmente contra el carguero MV ACX Crystal en 2017. 7 marineros estadounidenses murieron.

En 2017 el USS Fitzgerald colisionó con el buque mercante MV ACX Crystal en Japón y se vio obligado a ser sometido a reparaciones en el Ingalls Shipbuilding (Misisipi). La nave viajó de Japón a EE. UU. a bordo de un heavy-lift ship.